# Yali (político)
Yali  (1912 – 26 de septiembre de 1975) fue un coastwatcher de Papúa Nueva Guinea, concejal del gobierno local, agente policial, activista político, prisionero y soldado. Yali nació y murió cerca del pueblo Sor en el distrito de Madang en la que entonces era la Nueva Guinea Alemana.
Es parte importante del estudio del culto cargo.

## Biografía yculto del cargo
Después de 1945, la Administración Australiana de Papúa Nueva Guinea se dio cuenta de que tenía que combatir el antagonismo de los nativos hacia al poder colonial y los europeos en general. Para ello, busca que dirigentes nativos expliquen a sus gentes las ventajas de colaborar con la Administración Australiana. Yali fue uno de estos líderes.
Su padre había sido un líder comunitario importante, pero el no tenía las habilidades de sus antepasados y abandonó su hogar de forma temprana yendo a Wau y trabajando como camarero en un hotel (1928).
En 1929 conoce a Tagarab Milguk, líder del culto cargo que predicó el culto entre 1942 y 1944 cuando fue fusilado por la armada japonesa. Yali regresa a Sor para convertirse en uno de los líderes nativos, en los años treinta se une a la fuerza policial australiana donde observa una brutal violencia policial y escucha conversaciones sobre cargo.
Durante la Segunda Guerra Mundial fue leal a la Administración Australiana de Papúa Nueva Guinea y combatió contra la armada japonesa. Viajó a Australia, donde vio de primera mano las diferencias entre la sociedad occidental australiana y la de las gentes de Papúa Nueva Guinea. Las experiencias durante la guerra reforzarían sus creencias en el sistema pagano tradicional religioso.
Entre 1944 y 1945 Yali fue nuevamente reclutado, viajó a Brisbane donde conoció de nuevo las sociedades occidentales. Según explica Marvin Harris en su libro Vacas, Cerdos, Guerras y Brujas. Los enigmas de la cultura, los tutores de Yali se esforzaron en hacerle comprender el sistema capitalista occidental pero la razón por la que nunca llegó a entenderlo no fue por incapacidad sino por encontrar los principios del sistema inaceptables.